# Gare de Cabiate
La gare de Cabiate (en italien, Stazione di Cabiate) est une gare ferroviaire italienne de la ligne de Milan à Asso, située sur le territoire de la commune de Cabiate dans la province de Côme en région de Lombardie.
La gare est mise en service en 1879. C'est une gare voyageurs gérée par Ferrovienord et desservie par des trains régionaux R LeNord. C'est aussi une station de la ligne S2 du Service ferroviaire suburbain de Milan.

## Situation ferroviaire
Établie à environ 236 mètres d'altitude, la gare de Cabiate est située au point kilométrique (PK) 25 de la ligne de Milan à Asso, entre les gares de Meda et de Mariano-Comense.
Située sur une section à voie unique de la ligne, c'est une gare de passage qui dispose d'une voie et d'un quai. 

## Histoire
La gare de Cabiate est mise en service le 18 octobre 1879, lors de l'ouverture de la section de Seveso à Mariano-Comense de la ligne de Milan à Erba.
Le 12 décembre 2004, elle devient également une station de la ligne S2 du Service ferroviaire suburbain de Milan avec l'ouverture du service entre Milan-Porta-Vittoria et Mariano-Comense.

## Service des voyageurs

### Accueil
Gare voyageurs LeNord, elle dispose d'un bâtiment voyageurs, avec guichet et automate pour l'achat de titres de transport. 

### Desserte
Cabiate est desservie par des trains régionaux R LeNord, de la relation Milan-Cadorna - Canzo-Asso.
La gare est également une station de la ligne S2, Mariano-Comense - Milan-Rogoredo du Service ferroviaire suburbain de Milan.

### Intermodalité
Un parking pour les véhicules est aménagé à proximité.